# جون إل. ماي
جون إل. ماي (بالإنجليزية: John L. May)‏ هو كاهن كاثوليكي أمريكي، ولد في 31 مارس 1922 في إيفانستون في الولايات المتحدة، وتوفي في 24 مارس 1994 في سانت لويس في الولايات المتحدة.